# Butor
Butor (in russo Бутор)  è una città della Moldavia controllato dalla autoproclamata repubblica di Transnistria. È compreso nel distretto di Grigoriopol. Secondo il censimento del 2004, la popolazione del villaggio era di 5.364 abitanti, di cui 5.128 (95,6%) moldavi (rumeni), 120 (2,23%) ucraini e 92 (1,71%) russi.

## Località
Il comune è formato dall'insieme delle seguenti località:
- Butor (Бутор)
- India (Индия)